# كيث لورانس (سياسي)
كيث لورانس (بالإنجليزية: Keith Lawrence)‏ هو محامي وسياسي أمريكي، ولد في 4 أبريل 1891، وتوفي في 22 نوفمبر 1978. حزبياً، نشط في الحزب الديمقراطي. وقد انتخب عضو مجلس نواب أوهايو.